# Martí Sàez Madrona
Martí Sàez Madrona (Felanitx, Mallorca, 1961) és un mestre d’escola i músic mallorquí.
Realitzà els seus estudis musicals a l’escola de música de Manacor, al conservatori de Palma i cursos de formació a Anglaterra i EEUU. Captivat pels escenaris, tant pel que fa al teatre com a la música, ha posat en marxa i dirigit diverses iniciatives (Ars Antiqua, Cap Pela, Orquestra In tempo, COC teatre, Estudi Vocal, Coral Ciutat d’Alcúdia), ha col·laborat amb un bon grapat de grups musicals i teatrals, com la Coral Música Viva, Coral UIB, Grup Etzel, Grup de Teatre Popular de Manacor, Capsigranys, TeatrEros..., i dirigit altres, com la Capella de Manacor, la coral de Son Servera, la coral de Petra, la coral de Sa Pobla i el cor de Pollença.
Ha compost la música de l’obra de teatre “Anomenat Lo Tort” (Manacor-1990), de Miquel Mestre; de la pel·lícula “Lo bon rei” (Pollença-1993), de Pere March; dels musicals “Després de la desgràcia” (Pollença-1996), “Bandejat” (Pollença-1997) i “La deixa” (Pollença-1998), de Pere Salas; i ha escrit i dirigit els musicals “Ventafocs” (Alcúdia-2006), “De malnom, Caputxeta”(Alcúdia-2008), La moixa amb botes” (Alcúdia-2010), “Vaja, quina Blancaneus!” (Alcúdia-2009) i “Nit màgica” (Pollença-2017).
A més, la seva tasca creativa dels darrers anys s’ha centrat en posar música a poemes i gloses de diferents autors (Antoni Bisanyes, Joana Raspall, Miquel Costa i Llobera, Miquel Martí i Pol...), de la qual ja n’han sortit tres discs amb més de quaranta cançons.
El 2022 va aparèixer el seu darrer disc, “Oratge de Tramuntana”, enregistrat als estudis CasMusic de Santa Eugènia, ha comptat amb el suport de l’ajuntament de Pollença i del Departament de Política Lingüística del Consell Insular de Mallorca.
L'any 2023 guanya el 2n premi en la convocatòria dels premis "Futurs utòpics de la Mediterrània" convocats per la UIB, amb la cançó "Estimat meu / Ya habib alqalb" 

## Discografia
- "Després de la desgràcia" (Swingmedia 1996)
- "Bandejat" (Swingmedia 1997)
- "La deixa" (Swingmedia 1998)
- "De malnom: Caputxeta" (Swingmedia 2008)
- "La moixa amb botes" (Swingmedia 2010)
- "No hi ha temps que no torn" (Phonos 2012)
- "Com si fos ara" (Phonos 2017)
- "Oratge de Tramuntana" (CasMusic 2022)